# یواس‌اس هابکاو (اس‌پی-۲۵۲)
یواس‌اس هابکاو (اس‌پی-۲۵۲) (به انگلیسی: USS Hobcaw (SP-252)) یک کشتی بود که طول آن ۵۲ فوت ۶ اینچ (۱۶٫۰۰ متر) بود. این کشتی در سال ۱۹۰۷ ساخته شد.